# Zmogotin
Zmogotin románul: Zmogotin, falu Romániában, a Bánságban, Krassó-Szörény megyében.

## Fekvése
Somosréve (Cornereva) mellett fekvő település.

## Története
Zmogotin korábban Somosréve (Cornereva) része volt. 1956-ban vált külön településsé 51 lakossal.
1966-ban 162 román lakosa volt. 1977-ben 135 laqkosából 129 román volt.
1992-ben 94, a 2002-es népszámláláskor pedig 102 román lakosa volt.